# Coma Sorda
La Coma Sorda és una coma del terme municipal de Conca de Dalt, a l'antic terme de Toralla i Serradell, al Pallars Jussà, en territori del poble de Torallola.
Està situada a llevant de Torallola, al vessant meridional de la Muntanya de Santa Magdalena. És al sud-est de lo Rebollar, a llevant de la Roca del Carant i del Vedat del Mestre, i a l'esquerra del barranc de Pumanyons, al nord de la Plana.